# Domenico Silverj
Il conte Domenico Silveri (Tolentino, 31 ottobre 1818 – Tolentino, 21 settembre 1900) è stato un compositore italiano.
È anche noto come il primo sindaco di Tolentino.

## Biografia
Domenico Silveri nacque a Tolentino il 31 ottobre 1818, figlio secondogenito del conte Stefano Silveri e della contessa Teresa Guerrieri. Egli apparteneva ad una nobile famiglia marchigiana alla quale il Duca di Parma Ferdinando I  concesse il titolo di conte nel 1778.
Domenico Silveri compì gli studi elementari presso il collegio dei Gesuiti di Urbino; poi passò (1831-1835) al Collegio Campana di Osimo dove scoprì ed iniziò a coltivare la sua passione per la musica.
Terminati gli studi liceali, dopo un breve soggiorno in famiglia, per volere del padre si trasferì a Roma e qui nel 1836, insieme al fratello minore Domenico, entrò nel Corpo della Guardia Nobile Pontificia.
Questo Corpo militare, formato esclusivamente dai rappresentanti delle famiglie nobili dello Stato Pontificio, era una prestigiosa istituzione militare che aveva l'alto compito di garantire la sicurezza personale del Papa durante i suoi spostamenti, e ricopriva pertanto un ruolo di rilievo all'interno della Corte Pontificia.
A Roma frequentò la vita di società dell'aristocrazia romana e continuò a coltivare l'interesse per la musica, perfezionando le sue capacità di compositore e la tecnica del violoncello.
Qui iniziò la scuola di armonia e contrappunto, mentre a Macerata approfondì la sua preparazione sotto la guida del compositore Nicola Mici. Intorno al 1843 conobbe anche Gioachino Rossini che lo apprezzò e incoraggiò nelle sue composizioni. Nel 1844 compose e fece eseguire una sinfonia a grande orchestra al teatro Argentina di Roma e scrisse due romanze per Adelaide Ristori, la più famosa cantante del momento.
Nel 1846, in occasione dell'elezione di papa Pio IX (il cardinale marchigiano Mastai Ferretti), compose la sua più famosa e celebre opera ovvero "L'Armonia religiosa", che fu eseguita in San Pietro per la prima Messa celebrata dal nuovo Papa. Si trattava di una marcia trionfale "in mi bemolle, lenta e ieratica e con armonie carezzevoli [...] solenne e grave".
L'Inno riscosse grande successo e da allora venne adottato in occasione delle più solenni celebrazioni da svolgersi in San Pietro; fu ufficialmente soppresso nel 1970 nell'ambito della riforma della Corte Pontificia voluta da Paolo VI, ma a partire dal 2008 è stato restaurato per volontà del Santo Padre Benedetto XVI e del Maestro delle Cerimonie, il genovese Mons. Guido Marini. L'Inno acquisì fama internazionale e venne anche conosciuto all'estero come "The Silveri trumpets" (ovvero Le trombe Silveri); il nome venne però presto modificato in “The Silver Trumpets” (ovvero Le trombe d'Argento) per via della bellezza e delle sensazioni armoniose che esso suscitava. Per questa ragione l'Inno è comunemente conosciuto come “La melodia delle Trombe d'Argento”.
Nel 1847 fu incaricato di scrivere una sinfonia a grande orchestra e da lui stesso diretta per l'Apollo, un altro grande teatro romano.
Negli anni 1846-1848, caratterizzati dal generale entusiasmo per le riforme amministrative dello Stato Pontificio volute da Pio IX, fu frequentatore abituale del famoso Caffè Veneziano di piazza Sciarra, il più famoso della capitale, molto frequentato da artisti, avvocati e uomini di pensiero.
Entrò in contatto con molti personaggi destinati ad avere un ruolo di rilievo nella storia del Risorgimento; fra le amicizie emergono nomi di spicco: Pellegrino Rossi, Giacomo Beltrami, Diomede Pantaleoni, Aurelio Saffi, Massimo d'Azeglio, Terenzio Mamiani e Vincenzo Gioberti.
In seguito alla caduta del potere temporale del Papa nel novembre 1848 si orientò verso le idee repubblicane e partecipò all'Assemblea Costituente che proclamò la nascita della Repubblica Romana nel febbraio 1849. Poco dopo tornò a Tolentino, dove si operò nel territorio a favore della Repubblica Romana.
Nello stesso 1849, in seguito alla sconfitta della Repubblica Romana e alla restaurazione del Governo Pontificio, subì un processo e nel 1850 fu espulso dalla Guardia Nobile.
Egli rimase pertanto a vivere a Tolentino e per qualche tempo rimase un vigilato speciale da parte della polizia pontificia.
Successivamente fu riabilitato agli occhi delle autorità pontificie e nel 1857 successe al fratello Silverio nella carica di Gonfaloniere (cioè sindaco) di Tolentino.
Sotto il suo mandato avvenne la ristrutturazione del Palazzo Comunale, di cui l'8 luglio 1857 incaricò l'architetto Emidio Pallotta. L'edificio, rinnovato nella forma attuale, fu inaugurato nel 1862; questa fu anche la prima tappa per la trasformazione della Piazza antistante il Municipio.
Nel 1861, dopo l'invasione piemontese delle Marche e la battaglia di Castelfidardo, venne confermato come sindaco della città di Tolentino, successivamente entrata a far parte del nuovo Regno d'Italia.
Aderì convintamente alla monarchia sabauda e per via della sua espulsione dalla Guardia nobile nel 1850 gli fu riconosciuta dal Regno d'Italia una pensione militare risarcitoria.
Si può quindi affermare che egli si trovò a guidare la città di Tolentino a cavallo fra due epoche storiche:
(Enzo Calcaterra, op. cit., 2002.)
Accanto all'impegno politico e di amministratore locale, continuò a coltivare la sua passione per la musica e risale agli anni '60 e '70 la sua più ricca stagione artistica.
Sposò nel 1853 la contessa Teresa Pelagallo, dalla quale ebbe dieci figli, la maggior parte dei quali morì in giovane età. Per mancanza di figli maschi nella famiglia Silveri, stabilì che il marito di sua figlia Adele - il conte Aristide Gentiloni – assumesse il cognome Silveri, dando così origine alla famiglia Gentiloni Silveri.
Morì a Tolentino nella sua villa di Colmaggiore il 21 settembre 1900 ed i suoi funerali furono celebrati in forma solenne nella Basilica di San Nicola da Tolentino.

## Opere
La sua carriera musicale, così come la sua biografia, può essere divise in due fasi, originate dalle vicende politiche ed umane del 1848-1849.
La prima fase è costituita dagli anni Quaranta fino alle stagione della Repubblica Romana: in questo periodo l'opera più importante è il suo capolavoro: “La melodia delle trombe d'argento”
La seconda fase, più lunga e prolifica, abbraccia un periodo che va dagli anni Sessanta e Settanta in un crescendo fino alla morte. In particolare, dopo il 1847, la prima opera d rilievo e di una certa complessità compositiva è il Miserere del 1872.
Pochi anni dopo, una Ave Maria e una Messa solenne del 1882 precedettero una delle sue opere più significative: la Giuditta presentata nel 1885 al Teatro Comunale di Catania.
Tra il 1887 e il 1889 scrisse la commedia in quattro atti Mercede d'Aulnay; nel 1897 mise in musica i versi del Metastasio per le Sette parole di Nostro Signore sulla croce; nel 1898 scrisse uno Stabat Mater su sollecitazione dell'amico musicista Filippo Marchetti.